# Поза підозрою (фільм, 1943)
Поза підозрою (англ. Above Suspicion) — американський трилер режисера Річарда Торпа 1943 року.

## Сюжет
Оксфордський професор Річард Майлз і його наречена Френсіс проводять медовий місяць в Європі напередодні Другої світової війни. Несподівано вони отримують від британської секретної служби завдання заволодіти планами секретної зброї. Опинившись в Зальцбурзі, наречені збуджують підозри у начальника Гестапо фон Ашенхаузена, і після успішної операції парі ніяк не вдається покинути країну. Френсіс потрапляє в полон, але Річард за допомогою британських агентів звільняє її, і парі вдається перетнути кордон.

## У ролях
- Джоан Кроуфорд — Френсіс Майлз
- Фред МакМюррей — Річард Майлз
- Конрад Фейдт — Хассерт Зейдель
- Безіл Ретбоун — Сіг фон Ашенхаузен
- Реджинальд Оуен — доктор Меспельбрунн
- Річард Ейнлі — Пітер Галт
- Сесіл Каннінгем — графиня
- Енн Шомейкер — тітка Еллен
- Сара Хейден — тітка Хетті